# Жаба-верескун звичайна
Жаба-верескун звичайна (Arthroleptis stenodactylus) — вид земноводних з роду Жаба-верескун родини Жаби-верескуни.

## Опис
Загальна довжина досягає 3,3—4 см. Спостерігається статевий диморфізм: самиці трохи більші за самців. У самців голова вужча за самицю. Тулуб витягнутий. Шкіра вкрита горбиками. Задні лапи короткі. У самця третій палець передньої кінцівки витягнутий. Кожна задня нога має внутрішній п'ятковий бугор форму краю лопати. Основний колір коричневий. На спині присутні низка темних плям біля крижів, є темні лінії з кожного боку, що йдуть від морди до плеча.

## Спосіб життя
Полюбляє сухі ліси, чагарники, приміські сади. Зустрічається на висоті від 40 до 2000 м над рівнем моря. Вдень ховається у лісовій підстилці. Вночі полює на комах та членистоногих.
Шлюбний період триває з грудня по лютий. Самиці відкладають яйця в нори або невеликі поглиблення у сирій землі або під кущами. Самиця відкладає 33—80 яєць біло-кремового кольору 2 мм у діаметрі.

## Розповсюдження
Поширена на південному сході Кенії, на заході Уганди, у Танзанії, Малаві, Мозамбіку, Замбії, на півдні й заході Демократичної Республіки Конго, в Анголі, Зімбабве, північній Ботсвані, північному сході Південноафриканської Республіки.